# Funke, Funke Wisdom
Albums de Kool Moe Dee
Knowledge Is King
(1989) Greatest Hits
(1993)
Singles
1. Death Blow
Sortie : 1991
2. Rise 'N' Shine
Sortie : 1991

Funke, Funke Wisdom est le quatrième album studio de Kool Moe Dee, sorti le 11 juin 1991.
Le single Death Blow est une diss song envers LL Cool J, son rival depuis les années 1980. Bien que censurée, la chanson comporte des insultes envers la mère de Cool J. Le clip est une parodie de la vidéo de Mama Said Knock You Out de Cool J,.
Le titre Bad, Bad, Bad fait partie de la bande originale du film Telemaniacs sorti en 1992.
L'album s'est classé 72e au Billboard 200.

## Liste des titres
| No  | Titre                                                          | Contient un (des) sample(s) de | Durée |
| --- | -------------------------------------------------------------- | --- | ----- |
| 1.  | Intro                                                          | | 1:01  |
| 2.  | Funke Wisdom                                                   | Make It Funky de James Brown Hot Pants de James Brown | 3:28  |
| 3.  | Here We Go Again                                               | Atomic Dog de George Clinton | 3:46  |
| 4.  | To the Beat Y'all                                              | Mind Power de James Brown | 3:21  |
| 5.  | How Kool Can One Blackman Be                                   | | 4:58  |
| 6.  | Bad, Bad, Bad (featuring Steve Arrington)                      | Funky Drummer de James Brown | 4:47  |
| 7.  | Rise 'N' Shine (featuring Chuck D et KRS-One)                  | Outa-Space de Billy Preston Stand! de Sly & the Family Stone Little Old Money Maker des Meters | 4:38  |
| 8.  | Mo Better                                                      | | 0:58  |
| 9.  | I Like It Nasty                                                | Bigger's Theme de Mtume | 4:46  |
| 10. | Death Blow                                                     | Get on the Good Foot de James Brown Escape-Ism de James Brown Rock the Bells de LL Cool J Let's Go de Kool Moe Dee To da Break of Dawn de LL Cool J Change the Beat (Female Version) de Beside It Gets No Rougher de LL Cool J Mama Said Knock You Out de LL Cool J | 6:37  |
| 11. | Let's Get Serious (featuring Mirage Mixeau et Steve Arrington) | Soul Power de James Brown Blow Your Head de Fred Wesley and The J.B.'s Poison de Bell Biv DeVoe | 3:54  |
| 12. | Poetic Justice (featuring Mirage Mixeau)                       | Spirit of the Boogie de Kool & the Gang Introduction to the J.B.'s de Fred Wesley and The J.B.'s | 3:50  |
| 13. | Gangsta Boogie                                                 | Gangster Boogie des Chicago Gangsters Get on the Good Foot de James Brown | 4:12  |
| 14. | Times Up                                                       | Funky Worm des Ohio Players I Know You Got Soul d'Eric B. & Rakim It Takes Two de Rob Base & DJ E-Z Rock Think (About It) de Lyn Collins | 4:07  |